# ジャーニー (バンド)
ジャーニー（Journey）は、アメリカのロックバンド。1973年にサンフランシスコで結成され、メンバー交代や解散、再結成などを経て、音楽性を変えながら活動。また、1970年代中期から隆盛した「アメリカン・プログレ・ハード」の代表的なバンドとしても知られる。

## 概要
サンタナ・バンドに参加していたニール・ショーンとグレッグ・ローリーを中心として、1973年にサンフランシスコで結成。数々のプラチナ・ディスクやゴールド・ディスクを獲得した。特に1980年代初頭、TOTO、スティクス、ボストンらと並び人気を得た。2005年1月21日に ハリウッド・ウォーク・オブ・フェームに手形と名前を刻んだ。またVH1 の「史上最も偉大なアーティスト 100 人」で 96 位にランクインされている。2017年には元メンバーとともにロックの殿堂入りを果たした。殿堂入りしたのはスティーブ・ペリー、ニール・ショーン、ジョナサン・ケイン、グレッグ・ローリー、ロス・ヴァロリー、エインズリー・ダンバー、スティーブ・スミスである。

## 来歴

### デビュー以前
1972年の『キャラバンサライ』発表後のサンタナが音楽性の変革やカルロス・サンタナの宗教問題からメンバー離散を起こし、ギタリストのニール・ショーンを当時のサンタナのロード・マネージャーだったハービー・ハーバートがサポートしようと画策。若手のグレッグ・エリコ（ドラム）、ピート・シアーズ（ベース）とのトリオ「ハッピー・バースデー」を結成するも、実質的活動がほぼないまま空中分解。その後「ゴールデン・ゲート・リズム・セクション」などと名乗り、サンフランシスコのクラブでセッション、ジャズ・ロック的なライブ活動をしていたところに、サンタナ時代の同僚であったグレッグ・ローリー（キーボード、ボーカル）が加わった頃からメンバーが固定化。ほかのメンバーは、ジョージ・ティックナー（ギター）、ロス・ヴァロリー（ベース）、プレイリー・プリンス（ドラム）である。

### 第1期
まもなくドラマーがジェフ・ベック・グループやフランク・ザッパが率いるザ・マザーズ・オブ・インヴェンションなどでキャリアを積んだエインズレー・ダンバーに替わり、1974年には当時のCBSコロムビア（のちのソニー・ミュージック）との契約を結んだ。デビューにあたっては、コンサートのフリーパスを懸賞としたバンド名公募が地元のラジオ局によって行われたが、ここではまともなアイディアが得られず、結果的にはスタッフの提案によって「ジャーニー」をバンド名とした。翌1975年にデビュー作『宇宙への旅立ち』を発表。セカンド・アルバム『未来への招待状』のリリース前にティックナーが脱退し、このアルバムと次作『ネクスト〜果てしなき挑戦』ではショーン、ローリー、ヴァロリー、そしてダンバーの4人編成となる。
この当時のジャーニーは「インストゥルメンタル曲主体のプログレッシヴ系ロックバンド」という位置付けにあったが、商業的には振るわず、補強のためロバート・フライシュマンがバンド初の専任ボーカリストとして1977年6月から加入。ニュー・アルバムのための曲作りに参加しつつツアーに臨むも約3か月後のツアー中に解雇され、ほどなく二代目専任ボーカリストとしてスティーヴ・ペリーが加入。フライシュマンの解雇とペリーの加入は、当時のマネージャーであったハービー・ハーバート（かつてサンタナにロードクルーとして参加していた彼が「ショーンを中心としたバンドを作ろう」と思い立ったことがジャーニー結成のそもそもの発端であった）の戦略的判断によるものであったと言われている。
スティーヴ・ペリーの加入により、バンドの方向性はそれまでにない劇的な変化を遂げることとなる。

### ペリーの加入とヒット量産
スティーヴ・ペリーはジャーニーに加入する直前まではエイリアン・プロジェクトというバンドに参加していたが、メジャー・デビューのための契約を間近に控えた1977年の夏にベーシストを交通事故で失い、エイリアン・プロジェクトとしてのメジャー・デビューの話は白紙となった（ペリー曰く「バンドは急いで彼の代わりを捜したんだけど、僕にとっては彼無しではもう以前と同じようなバンド活動は続けられなくなってしまった」）。エイリアン・プロジェクトとしての活動が停止した後、ペリーは故郷に戻ってしばらく農場で働いていたが、実はその間にエイリアン・プロジェクトのデモ・テープが業界関係者を通じてハービー・ハーバートのもとに届いていた。それを聴いたハーバートは、その可能性を高く評価しペリーをジャーニーへ加入させた。
1978年、4作目のアルバム『インフィニティ』では前作までのプログレッシヴ系ロックバンドとしての作風も維持しつつ、それと伸びの良いボーカル・パートを生かした躍動感ある楽曲との和合が特色となり、その後のバンドの方向性を明確に示す。このアルバムは全米21位のヒットとなり、初のシングル・ヒット曲（「ホィール・イン・ザ・スカイ」）を獲得すると共にプラチナ・ディスクを初めて獲得した。
このアルバムのジャケットから、ジャーニーを象徴するアートワークとしてスカラベがデザインされるようになった。このモチーフは当初ジミ・ヘンドリックスのアルバムに使われる予定だったものがジミの死によってお蔵入りとなり、ジャーニーのエンブレムとして変形させたものである。スカラベは生まれ変わり、再生、輪廻、などを象徴しているとメンバーは語っている。
ダンバーはそれ以上のポップ化を図るバンド/マネジメントとそりが合わなくなり、脱退してジェファーソン・スターシップに移籍、新たなドラマーとしてスティーヴ・スミスが参加。ジャズの流れを汲む彼の演奏はハードロック的でポップな作風へとシフトしつつあったバンドの志向と合致し、1979年作の『エヴォリューション』アルバムでは全米チャート20位、続く1980年作の『ディパーチャー』では8位と更に勢いを増し、その中で歴代の代表曲となる「ラヴィン・タッチン・スクィーズィン」や「お気に召すまま」などのシングル・ヒットも記録。バンドはそれまで通りライブ・ツアー主体の活動を続けつつ、より広範な聴衆と人気を獲得してゆくこととなる。また、前述『ディパーチャー』アルバムと同年に高田賢三が監督を務めた映画「夢、夢のあと」のオリジナルサウンドトラックも手がけた。
その後、結成メンバーの一人であったグレッグ・ローリーが心労などの理由から脱退し、オリジナルメンバーはショーンとヴァロリーの2人だけとなる。ローリーは後任のキーボーディストとして当時ジャーニーの前座を務めていたベイビーズのジョナサン・ケインを推薦した。ケイン自身はこの時すでにベイビーズの主要メンバーであった自らの責任とジャーニーでの可能性との狭間で苦悩したが、最終的にジャーニーを選んだ。シンセサイザー世代であるケインはメロディックな曲を書くソングライターとしての素質も持っており、ジャーニーの楽曲に幅広いレパートリーを与えた。また演奏面でもブルージーで官能的なグレッグとは全く異なる爽快なサウンドをジャーニーの楽曲に加味した。ギターも演奏できたケインはショーンの手ほどきでギタリストとしても才能を現し、ライブにおいては時としてショーンをサポートする「もうひとりのギタリスト」として演奏するなど斬新な印象をバンドの作風に盛り込んだ。

### 人気バンド
ニール・ショーン（ギター）、スティーヴ・ペリー（ボーカル）、ロス・ヴァロリー（ベース）、スティーヴ・スミス（ドラム）、ジョナサン・ケイン（キーボード）の5人体制となった。ヒット作となるアルバムがリリースされたのもこの時期である。1981年に発表されたアルバム『エスケイプ』は、全米1位を獲得。ライブ・ステージの音響担当からレコーディング・エンジニアに昇格したケヴィン・エルソン（このアルバムの前作である『ライブ・エナジー（原題：Caputured）』ではプロデュースを担当）とコンビを組んだ後に名プロデューサーと讚されるようになるマイク・ストーン（クイーンのプロデュースで一躍名を馳せたロイ・トーマス・ベイカーの愛弟子で、自らもクイーンの多くのアルバムでレコーディング・エンジニアを担当していた）、この2人の「生で演奏している音の雰囲気を殺さず音盤にする」力量が、レコード（当時）にはなかなか収め切れなかったライブ・バンドだったジャーニーの魅力を遺漏無く封じ込めることに成功したのも、彼らの出世を大きく後押ししたことは特記しておく必要があると思われる。なお、後にマイク・ストーンは、ジャーニーとの仕事で培ったレコーディングのノウハウをより洗練させエイジアの成功に大きく貢献した。金銭的に余裕ができたからか、ニール・ショーンがヤン・ハマーとのものを皮切りに独自のプロジェクトを立ち上げる。
ちなみに、バンドの作品中日本で最も有名なバラードの一つである「オープン・アームズ」もこのアルバムに収録されているが、この曲はジョナサンがベイビーズ時代に書き起こしたものの、当時のバンドのボーカリストであるジョン・ウェイトの反対に遭い日の目を見ることのなかったものだ。シングルでジャーニー最高位のBillboard Hot 100で全米2位、キャッシュボックス、ラジオ&レコーズでは全米1位、そしてのちにマライア・キャリーの手になるカバーのリバイバル・ヒットと、記録的な一曲になった。
続く1983年の『フロンティアーズ』も全米9週連続2位のメガヒットに輝く。『フロンティアーズ』は『エスケイプ』の幻想的な作風からバラードのヒット曲路線を継承しつつも、よりハードロック志向の強い曲も収録し、バンドの強い個性が出ている1枚となった。

### ペリーのソロ
この後、スティーヴ・ペリーは自身初のソロアルバム『ストリート・トーク』を発表し、さらにUSAフォー・アフリカにソロ・ミュージシャンとして参加。そしてニール・ショーンもまたソロ・プロジェクトの一環としてヤン・ハマーとの合作によるアルバムを発表。メンバー同士の不仲説が囁かれる中、再びジャーニーとしての活動に戻って次のアルバム『Raised On Radio〜時を駆けて』の制作が始まった時、ロス・ヴァロリーは参加せず、スティーヴ・スミスも一部の楽曲のみの参加であった。スミスは『エスケイプ』発表当時から自身のフュージョン・プロジェクト"Vital Information"を開始しており、ジャーニーでの成功によって金銭面の心配が無くなったのも手伝い、いわく「本腰を入れて取り組みたかった」というジャズに没頭すべくジャーニーを脱退したと言われている。
そして1986年にリリースされたニュー・アルバム『Raised On Radio〜時を駆けて』ではスティーヴ・ペリー、ニール・ショーン、そしてジョナサン・ケインの3人だけが正式メンバーとしてクレジットされており、アルバム制作およびライブ・ツアーにおいてはオーディション等を経て起用された臨時メンバー（詳細は後述「サポート・メンバー」の項を参照）が参加していた。このアルバムは過去最多となる5曲のヒット・シングルを生んだ。後年のライブでも代表曲のひとつとして演奏されることが多い「トゥ・ユアセルフ（Be good to yourself）」はこのアルバムが初出である。その他、ラジオによって育まれたというメンバーそれぞれの音楽心をアルバムのテーマとしていたことから、従来にない試みとしてサックスを導入した楽曲（2曲目の『ポジティヴ・タッチ』）なども含まれていた。『Raised On Radio』アルバムは最終的には全米チャートの4位まで浮上するが、この年のライブ・ツアーはスティーヴ・ペリーが心労を理由にリタイアを申し出たことにより約4か月で終了し、バンドとしての活動もまた休止状態に陥ってしまう。また、日本でもオリコン洋楽アルバムチャートで1986年6月9日付から4週連続1位を獲得した。

### 復活とペリー脱退
前作『Raised On Radio〜時を駆けて』のリリースから10年後の1996年、スティーヴ・ペリー、ニール・ショーン、ジョナサン・ケインの3人にロス・ヴァロリーとスティーヴ・スミスの2人を再び迎えた1983年当時のバンド・ラインナップによって、ジャーニーは新たなアルバム『トライアル・バイ・ファイアー』を発表。オリジナル・アルバム10作目にあたるこの作品は、最高3位の実績を残した。
『トライアル・バイ・ファイアー』は全米アルバムチャートで3位に達するヒット作となったが、スティーヴ・ペリーの体調の不備を理由に再結成メンバーによるツアーは行われなかった。1998年にはライブ盤『グレイテスト・ヒッツ・ライヴ』を出すも、同時にスティーヴ・ペリーの正式脱退が伝えられた（経緯については後述「過去在籍したメンバー」の項を参照）。その後、再びジャズ・ミュージックに専念したいという理由によってスティーヴ・スミスもまたバンドを離れることとなり、ジャーニーは新メンバーとしてスティーヴ・オージェリー（ボーカル）とディーン・カストロノヴォ（ドラム）を加え再スタートを切る。

### 再始動後

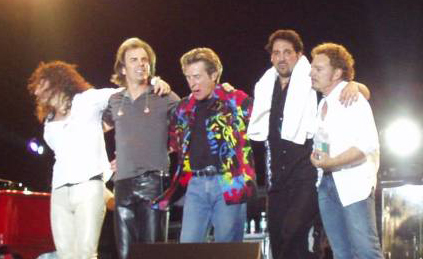
再始動後のグループショット (2002年5月)

新たなるメンバーを擁したジャーニーは2000年秋にアルバム『アライヴァル』を発表。1980年代初頭におけるいわゆる「黄金時代」を彷彿させる幾多の楽曲が収められたこのアルバムは当初日本で先行リリースされ、次いで本国アメリカでも翌2001年春に発売されたが、ビルボード・アルバムチャートでは56位と伸び悩んだ。売り上げが伸びなかった原因の一つとしてファイル共有ソフトによる楽曲流出がある。
2002年春、ジャーニーはデビュー以来その関係を保っていたソニー・ミュージックとの契約を解消し、80年代風ロックアーティスト専門のインディーズ・レーベルであるイタリアの【フロンティアーズ・レコード】に移籍してオンライン・マーケットでの作品流通を開始した（これに伴い、日本におけるジャーニーのアルバムの発売元はキングレコードとなっている）。
同年8月、移行後初のアルバム『レッド13』を発表。
2004年、日本映画『海猿』の主題歌として「オープン・アームズ」が採用されたことを受け、ソニー・ミュージックは既出のアルバム「Greatest Hits」をリニューアルした。そして同年秋、ジャーニーは3年ぶりに日本でのライブ・ツアーを行った。この年の来日ツアーにおいて、ジャーニーは往年のヒット曲のみならず長年ライブ向けにプレイし続けてきたナンバーもステージ・セットに多数取り入れ、かつメンバー全員がそれぞれリード・ボーカルを受け持ちつつ演奏を繰り広げるという、従来の慣習にとらわれないライブ・パフォーマンスを披露した。
2005年1月にはハリウッド・ウォーク・オブ・フェームへの殿堂入りを果たした。その際に開かれたイベントには歴代メンバーのほとんどが出席した。
同年8月、前作『レッド13』から5年ぶりにニュー・アルバム『ジェネレーションズ』を発表。このアルバムには2004年の日本公演さながらにメンバー全員がそれぞれリード・ボーカルを担当する「持ち曲」が設けられていた。特定のフロントマンに依存せずメンバー全員で楽曲そのものをアピールしてゆくという、これまでバンドが培ってきた特性と人気を継承しつつも「往年の人気バンド」という位置に留まるまいとする姿勢が見受けられる。しかしながら、セールス的にも全米170位と振るわなかった。一方、日本では「ADLIBアウォード」や「山野楽器ミュージックアワード」など各賞の洋楽ロック部門を受賞した。
2006年のツアー中に、喉の感染症を治療するためにスティーヴ・オージェリーがバンドを離れることとなり、代理のリード・ボーカリストとしてジェフ・スコット・ソートが参加。同年末、ジェフは脱退したオージェリーに代わって正式メンバーへ昇格したことが発表されるも、翌2007年6月に脱退。ジャーニーは、公式ウェブサイトを通じて年内の活動休止をアナウンスする。

### 再出発

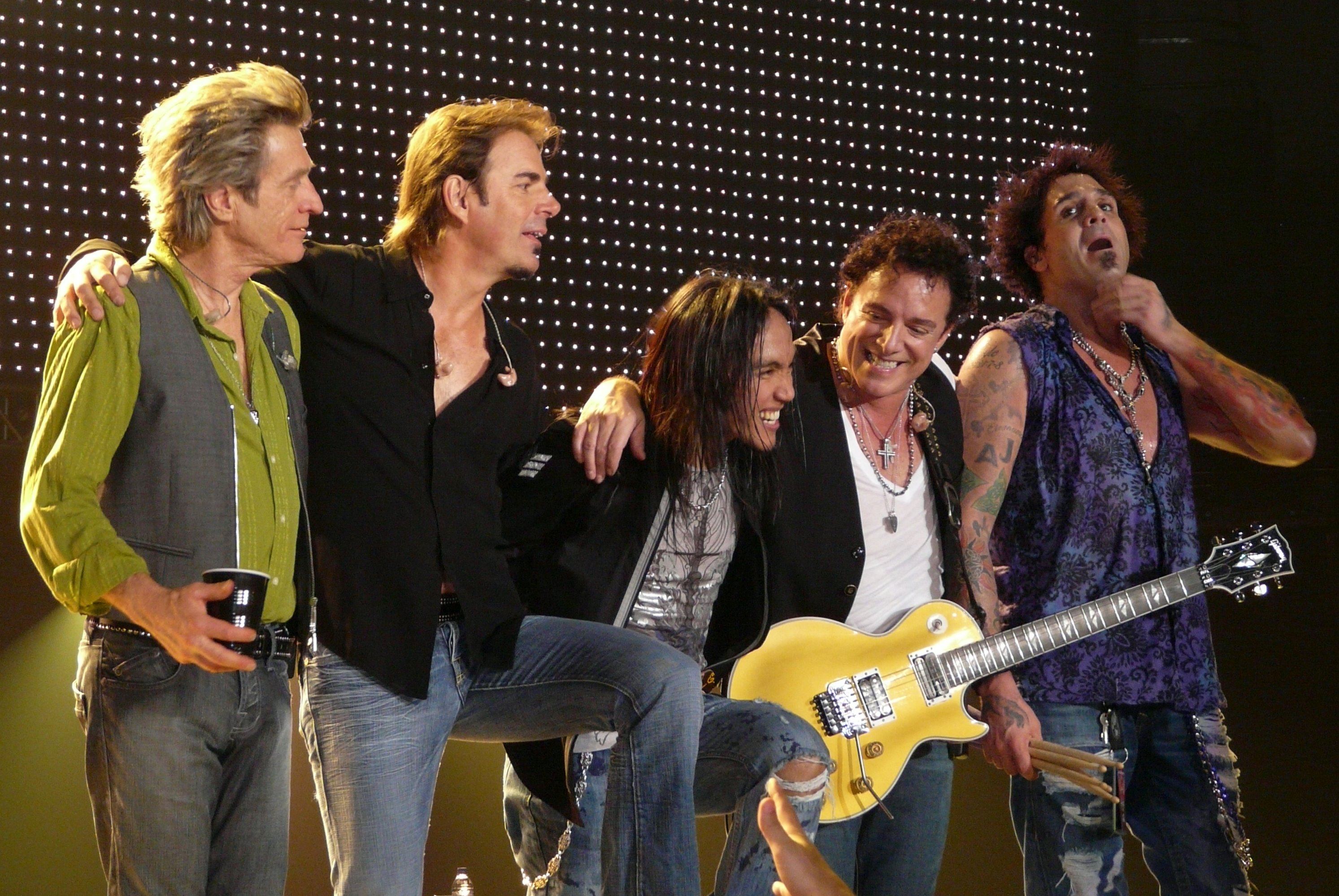
アーネル・ピネダ加入後のグループショット (2008年9月)

2007年12月5日、ジャーニーはフィリピン人シンガーのアーネル・ピネダ（Arnel Pineda）をリード・ボーカリストに迎えたことを公式ウェブサイトで発表し、このラインナップですぐさまアルバム『Revelation』のレコーディングを行った。プロデュースとエンジニアリング、ミキシングを再結成後2枚のアルバム（『Trial By Fire』と『Arrival』）を手がけたケヴィン・シャーリーが再び担当したこの新アルバムは、新曲10曲に加えて前作『Generations』に収録されていた「フェイス・イン・ザ・ハートランド」をピネダを迎えて再演したテイクを含むディスク1と、スティーヴ・ペリー在籍時代のヒット曲・人気曲11曲の現メンバーによる再録で構成されたディスク2との2枚組となった（US盤にはさらに最新ライブDVD1枚が付属する3枚組構成）。2008年6月3日にネット予約先行、同4日に米ウォルマート店舗、同9日に欧州および全米で発売された。セールス的には発売1週間で世界計10万4000枚（バンド発表）を売り上げる久々のヒットとなり、Billboard Top 200でも初登場5位、同Top Internet Album2位、同Top Independent Album1位 などを獲得した。日本でも6月にオリコン週間洋楽チャートにて輸入盤のみながら28位を記録したのを皮切りに、日本盤の正式発表以前から一部外資系レコード店にて輸入盤が好調な売れ行きを示した。また、10月8日に発売された日本盤ではUS版ボーナストラック"Let it take you back"に代わって「ザ・プレイス・イン・ユア・ハート」（『Generations』収録曲）の再演版が収録されている。12月18日には『Trial By Fire』以降初となるゴールドディスク&プラチナムディスク（2枚組のため50万枚×2=100万枚）に認定された（RIAA）。バンドはハート、チープ・トリックとともに全米各都市を精力的にツアーを終え、2009年3月9日から東京、名古屋（11日）、大阪（12日）を回る日本ツアーを開始。3月9日の東京国際フォーラム・ホールAをソールドアウトさせた。
2011年5月24日スタジオアルバムとしては14作目にあたる『エクリプス（ECL1P53）』をリリースしBillboard Top 200において初登場13位を記録した。
2015年6月14日、ドラマーのディーン・カストロノヴォがドメスティックバイオレンスの容疑で逮捕される。その後保釈されたが、禁止されていた相手との接触を繰り返し暴行に及んだとして保釈が取り消され、収監されたことにより、ディーンの解雇が正式に決定した。これにより、同年8月3日までのツアーの残りのアメリカ国内及びカナダでの公演分では、オマー・ハキムが代役を務めた。その後、2015年11月26日、2016年5月から始める北米ツアーでは、1998年に脱退したスティーヴ・スミスがゲストで参加。引き続き2017年のツアーも帯同し、同年来日公演を開催。
2020年3月、バンドのマネージメント会社の運営を巡るトラブルが原因でニールとジョナサン、ロスとスティーヴの間で確執が生じ、ニールとジョナサンの共同声明を通じて、ロスとスティーヴがバンドのロイヤリティを侵害しようとしたとして二人に対して損害賠償請求を行うことや、二人を今後のバンド活動から永久追放することを宣言した。同年5月23日には、ロスの後任として『Raised On Radio〜時を駆けて』でサポート参加したランディ・ジャクソンが正規メンバーとして復帰し、スティーヴの後任としてナラダ・マイケル・ウォルデンが新たに加わった。この措置を不服としたロスとスティーヴは、バンドの商標権やパートナーシップに関する条項内容に関する異議を申し立てて、ニールとジョナサンに反訴し、スティーヴ・ペリーや元マネージャーをも巻き込んだ訴訟騒ぎに発展することとなった。しかし、翌年2021年に、バンドがロスとスティーヴと和解したこと、それに伴い二人の脱退が確定したことが発表された。

## その他
- オラクル・パークでのサンフランシスコ・ジャイアンツ戦では、8回の時点でサンフランシスコ・ジャイアンツがリードしているときにはen:Lights (Journey song)、負けているときにはen:Don't Stop Believin'が流れる。
- ジャーニーをフィーチャーしたアクションゲームが2本作られている。1982年にデータ・エイジがAtari 2600用に製作した『Journey Escape（英語版）』、および1983年にバリー・・ミッドウェイがアーケードゲームとして製作した『Journey (1983 video game)（英語版）』で、後述の方はジャーニーのメンバーの顔写真を取り込んだキャラを操作する。
- en:Separate Ways (Worlds Apart)はTBS系列でのワールド・ベースボール・クラシック中継のテーマ曲として使用されている。但し、歌詞の内容はフラれた男性を表すものである[17]。

## メンバー
1973年結成当時のメンバーには横にUを、アルバム『エスケイプ』発表当時のメンバーにはEをつけた。また、数字は在籍した期間を表す。

### 2022年時点での現メンバー
- ニール・ショーン（Neal Joseph Schon） - ギター、バッキングボーカル、（リード・ボーカル）（1973年 - ）：（U、E）
1954年2月27日オクラホマシティ近郊のティンカー空軍基地生まれ。バンド創設以来の中心的メンバー。ジミ・ヘンドリックスやクリームの楽曲との出会いから、5歳で楽器を弾き始める。彼自身の談によると、最も影響を受けたアーティストはやはり少年時代に知ったジミ・ヘンドリックス、エリック・クラプトン、そしてジェフ・ベックである。10代でサンタナのメンバーに抜擢、バンドが分裂するまでの1年間ギターをプレーした。ソロやセッションでの活動は多岐に渡り、ヴァン・ヘイレン加入以前のサミー・ヘイガーらと「HSAS（ヘイガー、ショーン、アローソン、シュリーヴ）」というプロジェクトを組む（1984年）、バッド・イングリッシュ（Bad English; 1987年）、ハードライン（Hardline; 1992年）の結成、ジェフ・スコット・ソート（Vo.）、マルコ・メンドーサ（B）、ディーン・カストロノヴォ（Ds.）（のちヴァージル・ドナティ）とのソウル・サーカス（2005年）の結成、著名アーティストが多数参加したレス・ポールのアルバム『レス・ポール・トリビュート』（2005年）への参加など、全年代を通じて音楽活動に余念がない（ほかにもショーン&ハマー、アブラクシス・プール、プラネット・USに参加、あるいは指揮）。ソロでも『Late Night』『Beyond The Thunder』などを発表。様々なジャンルの人気曲をギターによるインストゥルメンタル曲としてカヴァーしたアルバム『情熱の音色〜ヴォイス』（2001年）はグラミー賞にノミネートされた。また、元ナイト・レンジャーのジャック・ブレイズのソロ・アルバムに元スティクスのトミー・ショウらと参加している。この2人とは近年公私を越えて仲が良く（ショウとブレイズの2人は90年代にもダム・ヤンキースやショウ・ブレイズとして活躍）、2005年のジャーニーのアルバム『ジェネレーションズ』では逆にブレイズが曲作りに参加してアルバム中最も80年代ロック的なハイテンションの楽曲となった。

- ジョナサン・ケイン（Jonathan Leonard Cain） - キーボード、ボーカル、バッキング・ボーカル（1980年 - ）：（E）
1950年2月26日、イリノイ州シカゴ生まれ。8歳からアコーディオンのレッスンを始め、クラブやパーティーでアコーディオンやピアノを演奏していた。ジャーニー以前にはイギリスのベイビーズというバンドに参加していたが、バンドがジャーニーの全米ツアーの前座を務めたのをきっかけにメンバーに一目置かれ抜擢。このバンドはケインの脱退後、解散してしまうが、元ボーカルのジョン・ウェイトとはバッド・イングリッシュで再共演（これにはニールも当初参加。また後にジャーニーのメンバーになるディーン・カストロノヴォも参加しており、現ジャーニーに繋がる伏線として重要）。「オープン・アームズ」をアダルト・コンテンポラリー風にアレンジしたセルフ・カバーなどソロでも活動。また"エスケイプ・メンバー"ではショーンと共にジャーニー加入以来一度も脱退せずに今日まで至る。作曲活動にも積極的に参加し、アルバム『ジェネレーションズ』ではタイトル曲「エブリー・ジェネレーション」と日本盤ボーナストラック「プライド・オブ・ザ・ファミリー」の2曲を歌唱。他にもジャーニー参加当時からニールに習い始めこの当時にはかなりの腕前になっていたギター、ハーモニカを演奏している。ちなみにギターは1981年のエスケイプ・ツアーでも一部の曲で披露していて、ジョナサンがリズムギターを弾く間スティーヴ・ペリーがピアノを叩くなどのパフォーマンスもみられた。サミー・ヘイガーとも共演している。

- ディーン・カストロノヴォ (Deen Castronovo) - ドラム、バッキング・ボーカル（2000年 - 2015年、2021年 - ）
1965年8月17日生まれ。正規メンバーとしては4代目のドラマー。元々スラッシュメタルバンドからプロのキャリアをスタートさせていることもあり攻撃的な演奏が特徴。5歳の頃からドラムの探求を始め、13歳でジャーニーの『インフィニティ』の全曲をコピーした。ディーンは最も影響を受けたアーティストとしてスティーヴ・スミス、ニール・パート、およびテリー・ボジオの名を挙げる。「ハイ・パフォーマンス・ドラム」というドラムの教則ビデオもリリースしている。ニール・ショーンとジョナサン・ケインらが1987年に結成した"バッド・イングリッシュ"と、その後ショーンが結成した"ハードライン"の両バンドに参加しており、バンドの主要メンバーとは加入前から既知の間柄であった。また、彼のボーカリストとしての才能はドラムの技能と同様に印象的で（声質もスティーヴ・ペリーと非常に似ている）、過去のヒット曲の一部を自らリード・ボーカルとしてドラムを叩きながらライブで披露している他、アルバム『ジェネレーションズ』では2曲でメインのボーカルを担当していた（3曲目の「ベター・ライフ」とラスト・トラックの「ネヴァー・トゥー・レイト」）。ジャーニー以外のバンドでは、オジー・オズボーンやポール・ロジャースとも組んだことがある（ポール・ロジャースとの演奏においてはニール・ショーンも参加し、来日公演を行ったこともある）。ちなみに、バッド・イングリッシュやオジー・オズボーン在籍当時は名前のカナ表記が「ディーン・カストロノヴァ」となっていた。
2015年6月にドメスティックバイオレンスの容疑での逮捕により、保護観察処分の判決を受けた、開催中のツアー参加が不可能とされたため、バンド側はオマー・ハキムをディーンの代役に迎えてツアーを敢行した。その処遇については公表されていないものの2015年8月付で事実上の解雇状態となっていたが、2021年7月にナラダ・マイケル・ウォルデンとのツインドラムという形でジャーニーに復帰した[18]。

- アーネル・ピネダ (Arnel Pineda) - ボーカル (2007年 - ) ※1967年9月4日生まれ
フィリピン、マニラ出身。フィリピンでプロミュージシャンとして活動。15歳からバンド活動をはじめ、1999年にソロ・アルバム『Arnel Pineda』、2007年にはロックバンド『The Zoo』名義で『Zoology』をリリースしている。YouTubeに投稿されたThe Zooによるジャーニーのカヴァーをニール・ショーンが偶然視聴したことがきっかけとなり加入に至る。1988年に「WORLD BAND EXPLOSION世界大会」出場のため来日している。

- ジェイソン・ダーラトカ (Jason Derlatka) - キーボード、ボーカル、バッキング・ボーカル (2019年 - )
- トッド・ジェンセン (Todd Jensen) - ベース、バッキング・ボーカル (2021年 - )
ニールが以前に加入していたハードラインの元メンバーでもある。

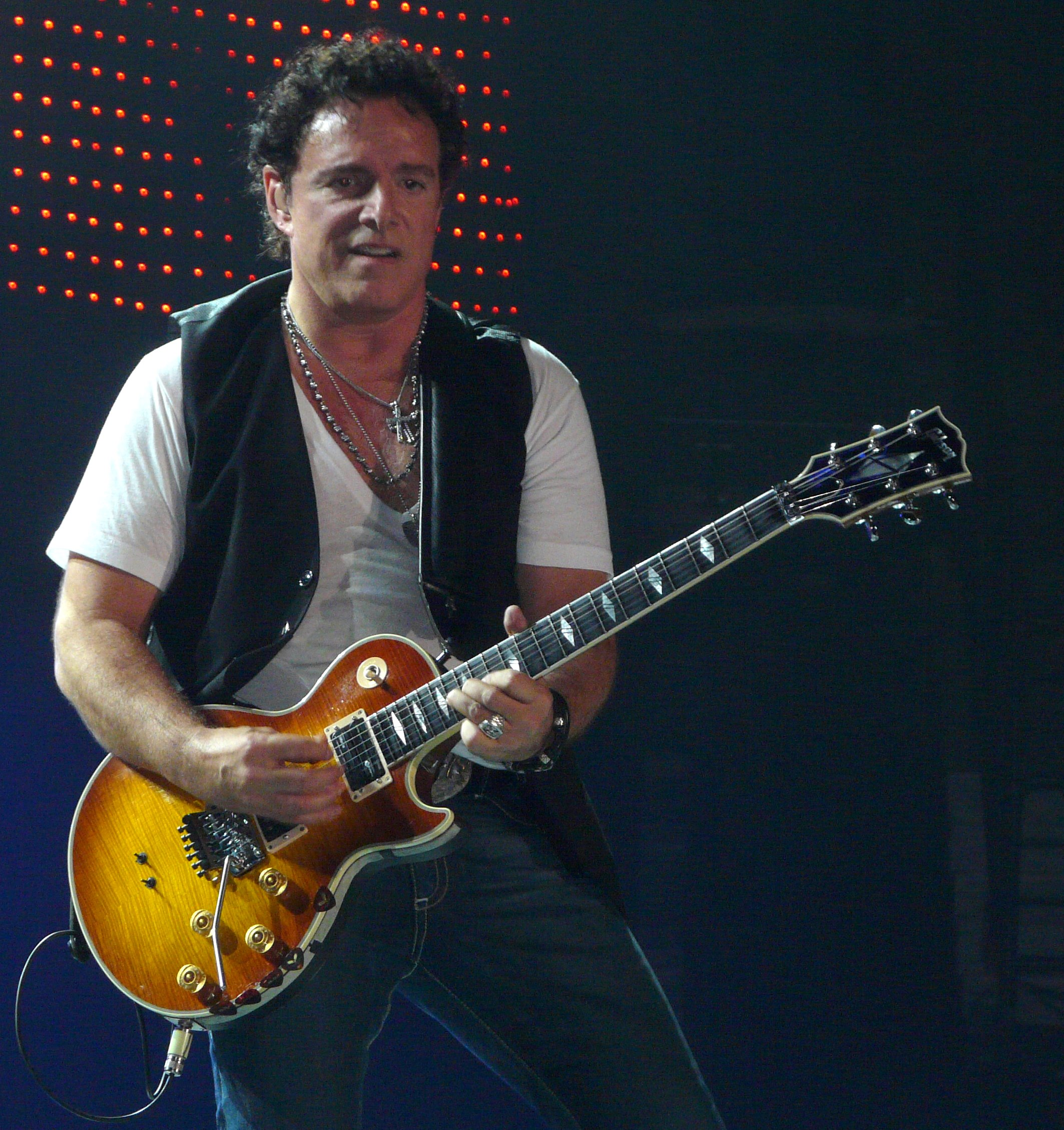
ニール・ショーン（G）2008年
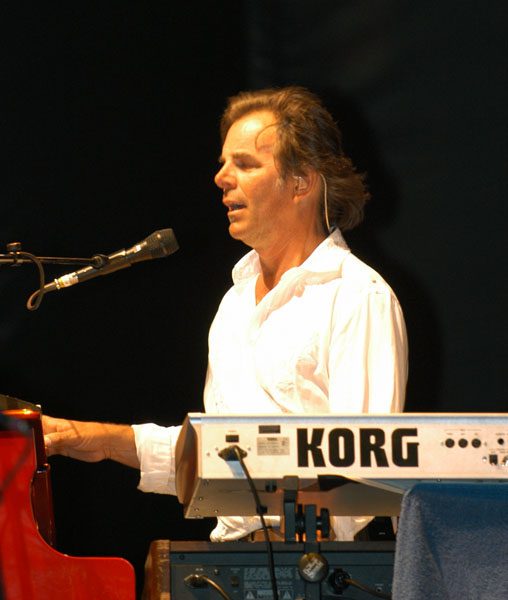
ジョナサン・ケイン（Key）2007年
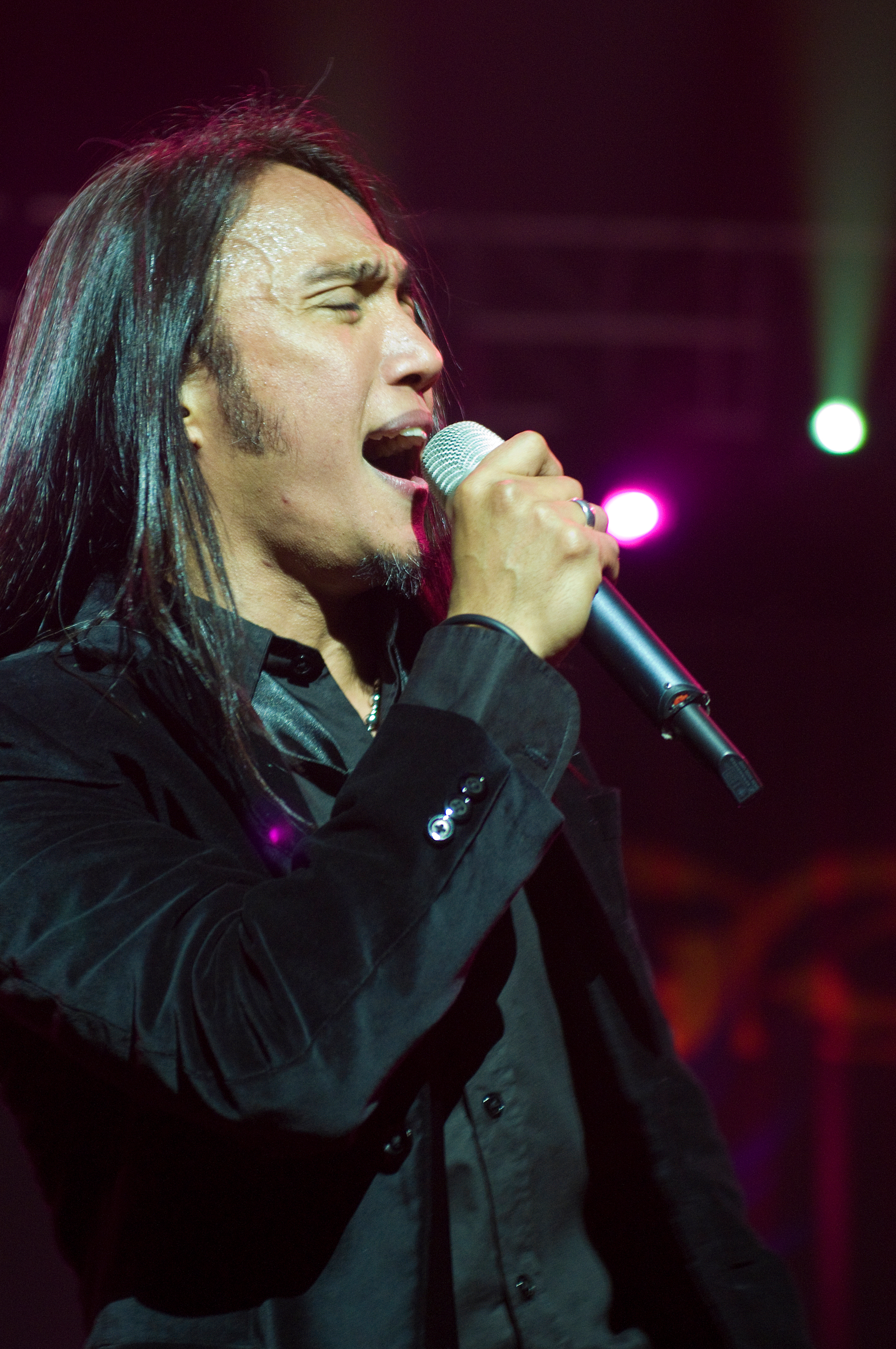
アーネル・ピネダ（Vo）2009年

### 過去在籍したメンバー
- スティーヴ・ペリー（Steve Perry） - リードボーカル（1977年 - 1986年、1996年 - 1998年）
歴代ボーカル担当の中でも、ひときわ存在感あふれるボーカリストであったことは、バンドメンバーの誰もが認めている。その常に安定した音程と極めて幅の広い声域は、スタジアム・ロック・バンドが大勢の観衆に歌声を伝えるのに、ぴったりだった。在籍中は作詞・作曲のほとんどに参加し、ジャーニーをヒット連発の黄金時代へと導いた。在籍約10年の後、1986年に発表したアルバム『レイズド・オン・レイディオ』のライブ・ツアーの途中で、ペリーは心労を理由に突然ジャーニーを脱退する。母子家庭に育ったペリーは母と深い絆で結ばれており、その母を失ったことが非常に大きなショックだったという。それからまた10年、1996年にリリースした再結成アルバム『トライアル・バイ・ファイアー』でペリーは一時ジャーニーに復帰する。このアルバムは大成功となり、カムバックツアーも組まれて、再結成ジャーニーの前途は洋々に見えたが、ペリーはほどなく健康上の理由からツアーの中断と延期を申し出る。ペリーはオフ中ハワイでハイキングをしていた際に股関節を負傷、これが歩くこともままならないほどに悪化しており、検査の結果彼は退行性骨関節疾患を患っていることが判明。ペリーは人工股関節置換手術（en）の必要に迫られたが、なかなかその決断ができず、かといってその体ではツアーを再開してもステージに立つことすらおぼつかないというジレンマのなかで時間だけが浪費されていった。一方ジャーニーの他のメンバーたちは、カムバックツアーがいよいよ調子に乗り始めていた矢先にバンドの「顔」が引き籠ってしまうという事態に業を煮やしていた。ツアーの度重なる延期を1年半にもわたって訴え続けたペリーに対し、結局他のメンバーたちは、早急に手術を受けて体を直すか、さもなければ代替ボーカルを探すことに同意するか、という最後通牒同然の二者択一を迫った。「俺は今後の人生を左右しかねない重大な健康問題に直面して苦悩しているというのに、他のメンバーたちにとってはそんなことよりもバンドの興行収入を確保することを優先するのか」というペリーの怒りと落胆が、彼にジャーニーとの決別を決意させる決定的な理由になった。そして、脱退後は実に7年間の長きにわたって公の場には一切姿を見せず、ほとんど失踪に近い状態にあったことからも、当時の彼の失望と挫折がいかに深い心の傷となったのかが窺える。なおペリーはジャーニーを脱退した後になってやっと人工股関節置換手術に臨んだ。手術は成功し、こちらの傷の方は順調に癒え、ほどなく何の障害もなく歩行やジョギングができるまでに回復している[注 8]。2015年現在、表立った音楽活動はほとんど行っておらず、時折ロサンゼルス近郊で小さなライブを行っている程度で、自身のアルバムのリリースの予定もまったく無い状況にあったが、2018年10月に約25年振りとなるソロアルバム『トレイシズ』をリリースした。

- ロス・ヴァロリー（Ross Lamont Valor）)  - ベース、バッキングボーカル（1973年 - 1984年、1996年 - 2020年）：（U、E）
1949年2月2日サンフランシスコ生まれ。ショーンの旧友で、ショーンと共に結成時のメンバー。16歳でのちのサイケデリック・バンド"フラミアス・バンダースナッチ"の前身、"ミスティークス（Mystiques）"を立ち上げ、ほかにスティーヴ・ミラー・バンドにも在籍した。彼はマルチ・プレイヤーとして知られ、歌、ピアノ、ギター、ドラム、そしてクラリネットが演奏できる。結成以来ベーシストとしてのプレイおよびリズムギター、バックボーカルに専念していたが、2005年発表のアルバム『ジェネレーションズ』では初のリード・ボーカル曲「ゴーン・クレイジー」を披露した。トッド・ラングレンのアルバム『セカンド・ウインド』のレコーディングにも参加している。
変顔が大好きで、在籍時には演奏中にしばしばおどけた表情をしていた。
ロス・ヴァロリー公式ウェブサイト（英語）

- スティーヴ・スミス (Steve Smith) - ドラム、パーカッション（1979年 - 1984年、1996年 - 1999年、2015年 - 2020年）：（E）
「鉄壁の職人ドラマー」（当時「Steve Machine-gun Smith」とライブではよく紹介されていた）と呼ばれ、『エヴォリューション』以降のバンドの絶頂期に活躍。再結成時『トライアル・バイ・ファイアー』のジャケット裏面写真でメンバー中唯一スキンヘッドにしていたことでも話題を浴びた（黄金期のジャーニーで活動していた頃はロング・ヘアであった）。他のバンドでの活動履歴も多い。ジャーニー脱退前から活動を始めていたヴァイタル・インフォメーションの活動、ジェフ・バーリンのバンド、マイク・スターンのバンドなどにも参加。他に多くのジャズ・セッションにもクレジットされている。マライア・キャリーやジョシュ・グローバンなど、ポップス・シンガーの曲にもセッション・ミュージシャンとして数多く参加している。2015年11月26日に、バンド及びニール・ショーン、そしてスミス本人のFacebook及びTwitterで、2016年からジャーニーのツアーに参加することが公式に発表された。これがディーン・カストロノヴォの解雇を受けての正式な復帰か、一時的なツアーへの参加に留まるかは発表時点では明らかになっていない。

- エインズレー・ダンバー（Aynsley Dumbar） - ドラム、パーカッション（1975年 - 1979年）
ジョン・メイオール&ザ・ブルースブレイカーズ、ジェフ・ベック・グループ、ザ・マザーズ・オブ・インヴェンション、さらにはデヴィッド・ボウイ&スパイダー・フロム・マーズなどの多種多様な有名バンドに在籍した、メンバー中でも最も豊富なキャリアを持つドラマー。ジャーニー脱退とほぼ同時にジェファーソン・スターシップに移籍し、同グループを一時ハードロック化する戦略に貢献。自分もエインズレー・ダンバー・リタリエイションやエインズレー・ダンバーズ・ブルー・ホエールといったバンドを組織している。余談だが、ブルー・ホエール時代に存続の危機にあったキング・クリムゾンのロバート・フリップを勧誘したら逆に「君がクリムゾンに入ってくれよ」と返されてしまったという逸話もある。また元ディープ・パープルのデヴィッド・カヴァデールが結成したホワイトスネイクの最大のヒットアルバムとなった『Whitesnake』では、レコーディングのみとは言え往年のパワフルなドラムを披露している。近年ではエアロスミスのトリビュート・アルバムに参加したり、2000年からは復活したUFOに参加。2枚のアルバムでドラムを担当した。ジェファーソン・スターシップのボーカリストだったミッキー・トーマスの次期アルバムにジェイク・E・リーらと参加している。

- グレッグ・ローリー（Greg Rolie） - キーボード、ハーモニカ、ボーカル（1973年 - 1981年）
ショーンと同じくサンタナ出身のメンバー。サンタナからはショーンの一足先に脱退してレストランを経営していたが、ジャーニー結成にあたって再度合流した第1期メンバーの中核。サンタナ在籍時のパートとほぼ同様、ジャーニーでもキーボードに加えてロック・オルガンと、そして一部の曲ではリード・ボーカルも担当していた。スティーヴ・ペリー加入後は、各アルバムで1〜2曲ずつペリーとのデュエット形式でボーカルを担当していた。なお、ジャーニー脱退後にロス・ヴァロリーとスティーヴ・スミスと組み、ザ・ストームというバンドを結成したこともある。2011年頃から、Ringo Starr & His all starr bandにも参加。

- ロバート・フライシュマン（Robert Fleischman） - リードボーカル（1977年）
今日知られるヒット曲のひとつ「ホイール・イン・ザ・スカイ」で作曲に参加。上述の通り初代専任ボーカリストとして約3か月ほど公演したが、実質的にはゲスト・ボーカリストという見方もある。86年には元キッスのギタリストヴィニー・ヴィンセントのバンドVinnie Vincent Invasionに参加。ハイトーンボーカルを聴かせている。

- ジョージ・ティックナー（George Tickner） - リズムギター（1973年 - 1975年）
ファーストアルバムとそのツアーに参加後、セカンドアルバム制作前に脱退（疲労、そして進学のためとの説がある）。なお、サード・アルバム『ネクスト』では作曲者として参加。
2023年7月5日、76歳で死去[19]。

- プレイリー・プリンス（Prarie Prince） - ドラム、パーカッション（1973年 - 1974年）
結成時のメンバーだが、レコード・デビュー以前に脱退している。『レイズド・オン・レイディオ』にジャケット画（カバー・イラスト）担当として参加。ジェファーソン・スターシップの再結成にも参加、トッド・ラングレンのレコーディング、ツアーにも参加している。

- スティーヴ・オージェリー（Steve Augeri） - リードボーカル（1998年 - 2006年）
1959年1月30日、ニューヨーク市ブルックリン生まれ。元タイケット、元トール・ストーリーズ。メンバーによるオーディションで選ばれた。ジャーニー参加直前は一時音楽活動を停止し、ニューヨークのGAPの店員として働いていたという。前任のスティーヴ・ペリーに似ているという評判の声質で黄金時代のファンも取り込みバンドの長寿化を促す一翼を担ったが、上述の通り2006年のツアー中に喉の感染症を患ったため離脱し、そのまま脱退した。その後はしばらく療養に専念し、トール・ストーリーズを再結成する等音楽活動を再開している。

- ジェフ・スコット・ソート（Jeff Scot Soto） - リードボーカル（2006年 - 2007年）
ジャーニーの2006年のデフ・レパードとの合同ツアー途中に、喉の感染症を治療するため一時バンドを離れたスティーヴ・オージェリーの代理として参加。同年12月より正式にバンド加入。イングウェイ・マルムスティーンズ・ライジング・フォースやタリスマンで活躍。ニール・ショーンともソウル・サーカスで共演歴があり、長年のジャーニー・ファンであると公言しているほか、ソロ・アルバムでジャーニーのヒット曲「Send Her My Love」をカヴァーしたこともある。
しかし、他のメンバーとの確執が原因で、レコーディングには参加しないまま事実上の解雇となった。

- ランディ・ジャクソン（Randy Jackson） - ベース（1986年 - 1987年、2020年 - 2022年）
『Raised On Radio〜時を駆けて』収録曲の内8曲とツアーでプレイした経験を持ち、上述のトラブルで解雇されたロスの後任として正規メンバーに抜擢されている。プロデューサーとしても活躍するサンフランシスコ・ベイエリアの音楽シーンの重鎮。後にUSAソニーコロムビアレコードのA&Rとなり、第1シーズンから第12シーズン(2002年～2013年)まで米フォックス・チャンネルの人気番組で、新人歌手の発掘を目的としたオーディション番組である『アメリカン・アイドル』の審査員を務めたことで、全米中が知る有名芸能人の仲間入りを果たした。元サム&デイヴのサム・ムーアの2006年のアルバムのプロデュースも務めた。
2021年の夏以降のツアーには腰の手術のため、不参加であり、2022年には脱退扱いとなっている[20]。

- ナラダ・マイケル・ウォルデン（Narada Michael Walden） - ドラム、パーカッション（2020年 - 2022年）
上述のトラブルで解雇されたスティーヴの後任として加入。ドラマーと並行して、プロデューサーとしても才能を発揮し、ブラックミュージック界の重鎮として扱われている。
2022年には脱退扱いとなっており、理由はケイン曰く「アルバムで素晴らしい仕事をしたナラダを試してみようと思ったんだけど、なかなかうまくいかなったんだ」との事[20]。

### サポート・メンバー
スティーヴ・ペリー（リード・ボーカル）、ニール・ショーン（ギター、ボーカル）、そしてジョナサン・ケイン（キーボード、ボーカル）という3人編成で発表した『Raised On Radio〜時を駆けて』（1986年）ではベースに2人、ドラムに1人、さらに同アルバムに伴うツアーでドラムが1人サポート・メンバーとなっている。またメンバーの体調などの問題で参加するケースもある。
- ボブ・グラウブ（Bob Glaub） - ベース
同アルバム中4曲を担当した。ジャクソン・ブラウンやほかのカリフォルニア州のアーティストの多数のアルバムやボストンのサード・アルバムなどにも参加しているセッションのベテラン。

- ラリー・ロンディン（英語版）（Larrie Londin） - ドラム
アルバムのレコーディングでプレイしたが、ツアーには参加せず。基本的にはカントリー畑のドラマーで、チェット・アトキンスやエルヴィス・プレスリーなどとのセッションでも活躍したベテラン。1992年に死去（48歳）。

- マイク・ベアード（Mike Baird） - ドラム
オーディションを経て、臨時メンバーとしてツアーに参加。アルバム制作には参加していない。元々はアメリカ西海岸の人気セッション・ドラマーとして知られ、エアプレイ、ジョージ・ベンソン、ケニー・ロギンス、ビリー・アイドル、リチャード・マークスなどのレコーディングに参加している。

- オマー・ハキム（Omar Hakim） - ドラム
ツアー中の2015年6月に逮捕されたディーン・カストロノヴォの代理として、同年8月3日までのツアーにピンチヒッターとして参加。同年リリースされたニール・ショーンのソロ・アルバム『ヴォルテックス』に参加していたことから急遽サポート・メンバーとして白羽の矢が立った。

- トラヴィス・ティボドー（Travis Thibodaux） - キーボード
2015年頃からサポート・メンバーとしてツアーに参加。キーボードのみならず、一部の楽曲ではボーカルも担当している。

## ディスコグラフィ

### スタジオ・アルバム
- 『宇宙への旅立ち』 - Journey（1975年）※全米ビルボード・チャート最高位138位
- 『未来への招待状』 - Look into the Future（1976年）※同100位
- 『ネクスト』 - Next（1977年）※同85位。旧邦題『果てしなき挑戦』
- 『インフィニティ』 - Infinity（1978年）※同21位、3Xプラチナム獲得
- 『エヴォリューション』 - Evolution（1979年）※同20位、3Xプラチナム獲得
- 『ディパーチャー』 - Departure（1980年）※同8位、3Xプラチナム獲得
- 『エスケイプ』 - Escape（1981年）※同1位、10Xプラチナム獲得
- 『フロンティアーズ』 - Frontiers（1983年）※同2位、6Xプラチナム獲得
- 『Raised On Radio〜時を駆けて』 - Raised on Radio（1986年）※同4位、2Xプラチナム獲得
- 『トライアル・バイ・ファイアー』 - Trial by Fire（1996年）※同3位、プラチナム獲得
- 『アライヴァル』 - Arrival（2000年）※同58位
- 『ジェネレーションズ』 - Generations（2005年）※同170位
- 『レヴェレイション』 - Revelation（2008年）※同5位、プラチナム獲得
- 『エクリプス』 - Eclipse（2011年）※同13位
- 『フリーダム』 - Freedom（2022年）

### ライブ・アルバム
- 『ライヴ・エナジー』 - Captured（1981年）※同9位。『インフィニティ』から『ディパーチャー』までのアルバムに収録された楽曲を中心に構成されている。
- 『グレイテスト・ヒッツ・ライヴ』 - Greatest Hits Live（1998年）※同79位。『エスケイプ』リリース後のライブで演奏された楽曲が中心。
- 『ライヴ・イン・ヒューストン〜1981年エスケイプ・ツアー』 - Live in Houston 1981: The Escape Tour（2005年）
- 『エスケイプ&フロンティアーズ再現〜ライヴ・イン・ジャパン2017』 - Escape & Frontiers Live in Japan（2019年）
- 『ライヴ・イン・コンサート・アット・ロラパルーザ』 - Live In Concert at Lollapalooza（2022年）

### コンピレーション・アルバム
- 『ビギニング』 - In the Beginning（1979年）※『宇宙への旅立ち』から『ネクスト』までのアルバムに収録された楽曲によるコンピレーション。
- 『グレイテスト・ヒッツ〜永遠の旅』 - Greatest Hits（1989年）※10位。全世界2500万枚、全米1500万枚以上
- 『ジャーニー・ザ・バラード』 - The Ballade（1991年）※日本で企画されたバラード集。
- 『TIME3〜永遠の旅立ち (1975-1992)』 - Time3（1992年）※アルバム未収録曲、シングル盤B面収録曲、およびデモ・テイク等も含めた3枚組ボックスセット。
- 『ザ・ジャーニー・コンティニューズ〜コンプリート・ベスト』 - The Journey Continues（2001年）
- 『エッセンシャル・ジャーニー』 - The Essential Journey（2003年）
- 『オープン・アームズ〜グレイテスト・ヒッツ』 - Open Arms: Greatest Hits（2004年）※1989年発売のグレイテスト・ヒッツに「ラヴ・ア・ウーマン」を追加し曲順を変更したもの
- 『グレイテスト・ヒッツvol.2』 - Greatest Hits 2（2011年）※1989年に発売されたvol.1はシングル中心の選曲だったのに対し、本作はアルバム、ライブでの人気曲中心。

### サウンドトラック
- 『夢、夢のあと』 - Dream, After Dream（1980年）※高田賢三監督の同名映画のオリジナル・サウンドトラック。

### EP
- Classics（1988年）
- 『レッド13』 - Red 13（2002年）

### シングル
- "To Play Some Music"（1975年）
- "On a Saturday Night"（1976年）
- 「メイク・ミー・フィール・オールライト」 - "She Makes Me (Feel Alright) / Look Into The Future"（1976年 CBS・ソニー／SOPB 353）
- "Spaceman / Nickel & Dime"（1977年）
- 「銀河の翼」 - "Wheel In The Sky / Can Do"（1978年 CBS・ソニー／06SP 233）※全米57位
- "Anytime / Can Do"（1978年）※全米83位
- 「ライツ」 - "Lights / Somethin' To Hide"（1978年 CBS・ソニー／06SP 266）※全米68位
- "Just The Same Way / Somethin' To Hide"（1979年）※全米58位
- 「ラヴィン・タッチン・スクイージン」 - "Lovin' Touchin' Squeezin' / Daydream"（1979年 CBS・ソニー／06SP 434）※全米16位
- 「運命の翼 トゥー・レイト」 - "Too Late / Somethin' To Hide"（1979年 CBS・ソニー／06SP 306）※全米70位
- 「お気に召すまま」 - "Any Way You Want It / When You're Alone (It Ain't Easy)"（1980年 CBS・ソニー／06SP 466）※全米23位
- "Walks Like A Lady / People And Places"（1980年）※全米32位
- 「グッドモーニング・ガール」 - "Good Morning Girl/Stay Awhile / Line Of Fire"（1980年 CBS・ソニー／06SP 504）※全米55位
- 「リトル・ガール」 - "Little Girl / Moon Theme"（1980年 CBS・ソニー／06SP 517）※日本のみの発売
- 「ブルースカイ・パーティ」 - "The Party's Over (Hopelessly In Love) / Just The Same Way"（1981年 CBS・ソニー／07SP 529）※全米34位
- 「クライング・ナウ」 - "Who's Crying Now (Single Version) / Mother, Father"（1981年 CBS・ソニー／07SP 548）※全米4位
- 「ドント・ストップ・ビリーヴィン」 - "Don't Stop Believin' / Natural Thing"（1981年 CBS・ソニー／07SP 579）※全米9位
- 「オープン・アームズ」 - "Open Arms / Dead Or Alive"（1982年 CBS・ソニー／07SP 597）※全米2位
- 「時の流れに」 - "Still They Ride / La Raza Del Sol"（1982年 CBS・ソニー／07SP 629）※全米19位
- 「トロンのテーマ〜オンリー・ソリューションズ」 - "Only Solutions / 1990's Theme" （1982年 CBS・ソニー／07SP 661）
- 「セパレイト・ウェイズ」 - "Separate Ways (Worlds Apart) / Frontiers"（1983年 CBS・ソニー／07SP 678）※全米8位
- 「時への誓い〜フェイスフリィ」 - "Faithfully / Back Talk"（1983年 CBS・ソニー／07SP 700）※全米12位
- 「愛の終りに」 - "After The Fall / Rubicon"（1983年 CBS・ソニー／07SP 713）※全米23位
- "Send Her My Love / Chain Reaction"（1983年）※全米23位
- 「アスク・ザ・ロンリー」 - "Ask The Lonely / Troubled Child"（1983年 CBS・ソニー／07SP 783）※日本のみの発売
- 「オンリー・ザ・ヤング」 - "Only The Young / I'll Fall In Love Again"（1985年 CBS・ソニー／07SP 876）※全米9位
- 「トゥ・ユアセルフ」 - "Be Good To Yourself / Chain Reaction"（1986年 CBS・ソニー／07SP 950）※全米9位
- 「スザンヌ」 - "Suzanne / Rubicon"（1986年 CBS・ソニー／07SP 965）※全米17位
- 「ガール・キャント・ヘルプ・イット」 - "Girl Can't Help It / It Could Have Been You"（1986年 CBS・ソニー／07SP 979）※全米17位
- 「アイル・ビー・オールライト」 - "I'll Be Alright Without You / The Eyes Of A Woman"（1987年 CBS・ソニー／07SP 999）※全米14位
- "Why Can't This Night Go On Forever / Positive Touch"（1987年）※全米60位
- "Lights [Live]"（1993年）※全米74位
- 「ラヴ・ア・ウーマン」 - "When You Love A Woman"（1996年）※全米12位
- "Message Of Love"（1996年）
- "Can't Tame The Lion"（1996年）
- "If He Should Break Your Heart"（1996年）
- "Higher Place"（2001年）
- "All The Way"（2001年）
- "With Your Love"（2001年）
- "The Place In The Your Heart"（2005年）
- "After All These Years"（2008年）※USAC 9位
- "Never Walk Away"（2008年）
- "Where Did I Lose Your Love"（2008年）※USAC 19位

## 来日公演
- JOURNEY Evolution Tour（1979年）
  - 4月12日 名古屋 名古屋市公会堂
  - 4月14日 大阪 大阪厚生年金会館
  - 4月15日・18日 東京 渋谷公会堂
  - 4月16日 東京 東京厚生年金会館
- JOURNEY Departure Tour（1980年）
  - 10月08日 東京 渋谷公会堂
  - 10月10日（昼・夜） 吹田 大阪万博記念ホール
  - 10月11日 東京 中野サンプラザ
  - 10月13日 東京 東京厚生年金会館
- JOURNEY Escape Tour（1981年）
  - 7月27日 大阪 フェスティバルホール
  - 7月28日 名古屋 名古屋市公会堂
  - 7月29日・31日 東京 東京厚生年金会館
  - 8月01日 東京 中野サンプラザ
- JOURNEY Escape Tour（1982年）
  - 4月09日 福岡 福岡サンパレスホール
  - 4月11日 京都 京都会館
  - 4月12日 大阪 大阪フェスティバルホール
  - 4月13日 大阪 大阪府立体育館
  - 4月14日 名古屋 名古屋市公会堂
  - 4月16日 東京 日本武道館
  - 4月17日 横浜 横浜文化体育館
- JOURNEY Frontiers Tour（1983年）
  - 2月22日 名古屋 愛知県体育館
  - 2月24日・25日 大阪 大阪府立体育会館
  - 2月26日 福岡 九電記念体育館
  - 2月28日 京都 京都府立体育館
  - 3月01日・2日 東京 日本武道館
  - 3月04日 横浜 横浜文化体育館
- JOURNEY Japan Tour 1998（1998年）
  - 6月20日・21日 東京 東京国際フォーラム ホールA
  - 6月22日 大阪 大阪厚生年金会館
  - 6月25日 名古屋 名古屋センチュリーホール
- JOURNEY The Arrival（2001年）
  - 1月30日・31日 東京 東京国際フォーラム ホールA
  - 2月01日 大阪 大阪フェスティバルホール
  - 2月03日 福岡 Zepp福岡
  - 2月04日 静岡 静岡市民文化会館
  - 2月05日 名古屋 愛知県勤労会館
  - 2月07日 広島 広島アステールプラザ 大ホール
- JOURNEY Japan Tour 2004（2004年）
  - 10月13日 札幌 Zepp札幌
  - 10月14日 仙台 Zepp仙台
  - 10月16日・17日 東京 東京国際フォーラム ホールA
  - 10月18日 広島 アステールプラザ 大ホール
  - 10月20日 大阪 グランキューブ大阪 メインホール
- JOURNEY Revelation Tour（2009年）
  - 3月09日 東京 東京国際フォーラム ホールA
  - 3月10日 名古屋 中京大学文化市民会館オーロラホール
  - 3月11日 大阪 大阪厚生年金会館大ホール
- Journey Japan Tour 2013（2013年）
  - 3月11日 東京 日本武道館
  - 3月12日 大阪 グランキューブ大阪 メインホール
  - 3月14日 広島 広島文化学園HBGホール
  - 3月15日 名古屋 名古屋市公会堂
  - 3月17日 金沢 金沢歌劇座
- Journey Japan Tour 2017（2017年）
  - 2月1日 大阪 大阪城ホール
  - 2月2日 名古屋 愛知県体育館
  - 2月4日 仙台 ゼビオアリーナ仙台
  - 2月6日・7日 東京 日本武道館（7日 特別公演）
- JOURNEY FREEDOM TOUR JAPAN 2024（2024年）
  - 10月19日 大阪 Asueアリーナ大阪
  - 10月21日 横浜 パシフィコ横浜国立大ホール
  - 10月23日・24日 東京 日本武道館（24日 追加公演）